# Corneville-sur-Risle
 Corneville-sur-Risle  là một xã thuộc tỉnh Eure trong vùng Normandie miền bắc nước Pháp.